# 波韦达
波韦达，是西班牙卡斯蒂利亚-莱昂阿维拉省的一个市镇。 总面积7km2, 总人口85人（2001年），人口密度12人/km2。